# Jaime Garza
Jaime Garza (Monterrey, 28 de janeiro de 1954 — Cidade do México, 14 de maio de 2021) foi um ator e escritor mexicano.

## Biografia
Filho do jornalista e poeta Ramiro Garza e Carmen Alardin, irmão da atriz Ana Silvia Garza e tio da atriz e cantora Mariana Garza. Estudou atuação no Centro Teatral de U.N.A.M, Começou a atuar na talevisão em 1973 no programa infantil Vila Sésamo. Seu primeiro show foi "Aliança de Amor", em 1977. Também se destacando como escritor na mesma época. Estudante fundador do Centro Universitário de Teatro (CUT).
Atualmente casado com a poeta e escritora Natalia Toledo Paz, em 2011 o ator teve um derrame cerebral e por isso tiveram que amputar sua perna esquerda seu último trabalho na televisão foi em 2010 quando participou da novela"Niña de mi corazón" como Demétrio Bravo, atualmente é escritor.
Em 2017, depois da tragédia de perder uma perna, regressa para Televisa para fazer um participação na telenovela El Bienamado.

## Filmografia

### Televisão
- 2017 - El Bienamado ....Apolo Tinoco
- 2010 - Niña de mi corazón .... Demetrio Bravo
- 2008 - Mañana es para siempre .... Silvestre Tinoco
- 2007 - Destilando amor .... Román Quijano
- 2003 - Como Dios manda .... Señor Fergus
- 2002 - ¡Vivan los niños! .... Juan Sánchez
- 2001 - Salomé .... Hipólito
- 2000 - Carita de ángel .... Rutilo Pérez
- 1998 - Gotita de amor .... Det. Romo
- 1998 - La usurpadora .... Comandante Merino
- 1996 - Morir dos veces .... Terán
- 1996 - Canción de amor .... Ernesto
- 1994 - El vuelo del águila .... Ricardo Flores Magon
- 1992 - El abuelo y yo
- 1992 - La sonrisa del diablo .... Víctor
- 1990 - Simplemente María .... Victor Carreño
- 1989 - El cristal empañado.... Jacinto
- 1987 - Rosa salvaje .... Ernesto Rojas
- 1985 - Vivir un poco .... Tintoretto Fernández
- 1984 - Guadalupe.... Francisco Javier/Raul
- 1983 - Bianca Vidal ....  Mauricio
- 1983 - Plaza Sesamo .... Sebastián
- 1981 - Cachún cachún ra ra! .... Greñas
- 1980 - Caminemos .... Julio
- 1980 - La madre .... Pavel
- 1979 - Añoranza .... Alejandro
- 1978 - La hora del silencio
- 1977 - Pacto de amor
- 1973 - Mi rival[1]

### Cinema
- Playa prohibida (1985)... Andrés.
- Naná (1985)[1]

### Teatro
- Hamlet (1985), de William Shakespeare.[1]